# Rathaus Hamm
Das zwischen 1890 und 1894 als Neubau zwischen der Hammer Altstadt und der Ahse errichtete Rathaus in Hamm am Theodor-Heuss-Platz 16 diente zwischen 1894 und 1957 zunächst dem Oberlandesgericht Hamm als Gerichtsgebäude. Am 1. Januar 1958 zog das Oberlandesgericht Hamm dann in einen Neubau an der Heßlerstraße um, wo es sich heute noch befindet. Die Stadt Hamm übernahm daraufhin das repräsentative Gerichtsgebäude und führte es einem neuen Bestimmungszweck zu. Am 5. Dezember 1959 erfolgte seine Einweihung als Rathaus.
Seit dem 11. März 1986 steht das Gebäude unter Denkmalschutz.

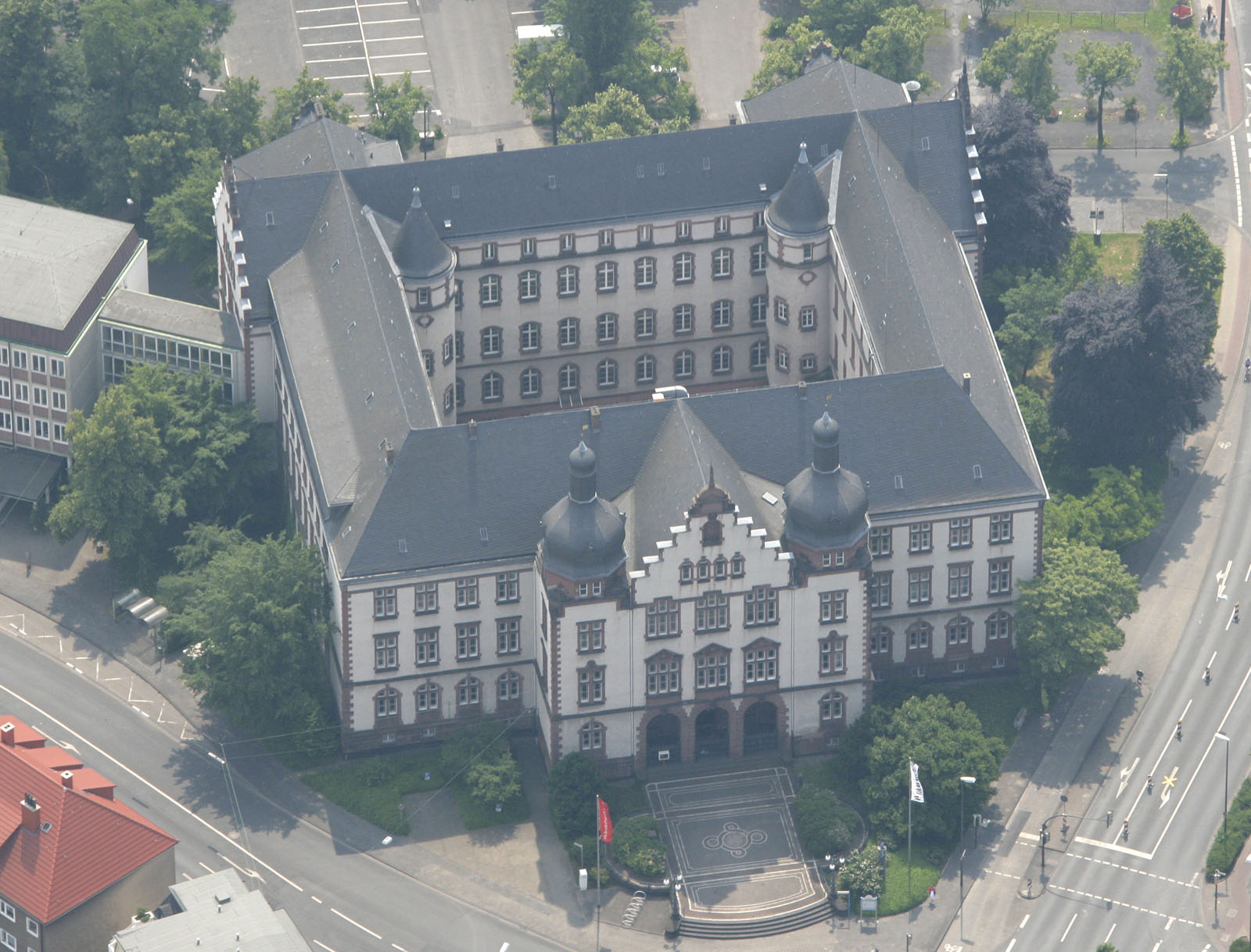
Altes Oberlandesgericht zu Hamm (1894–1957), heute Rathaus der Stadt Hamm.

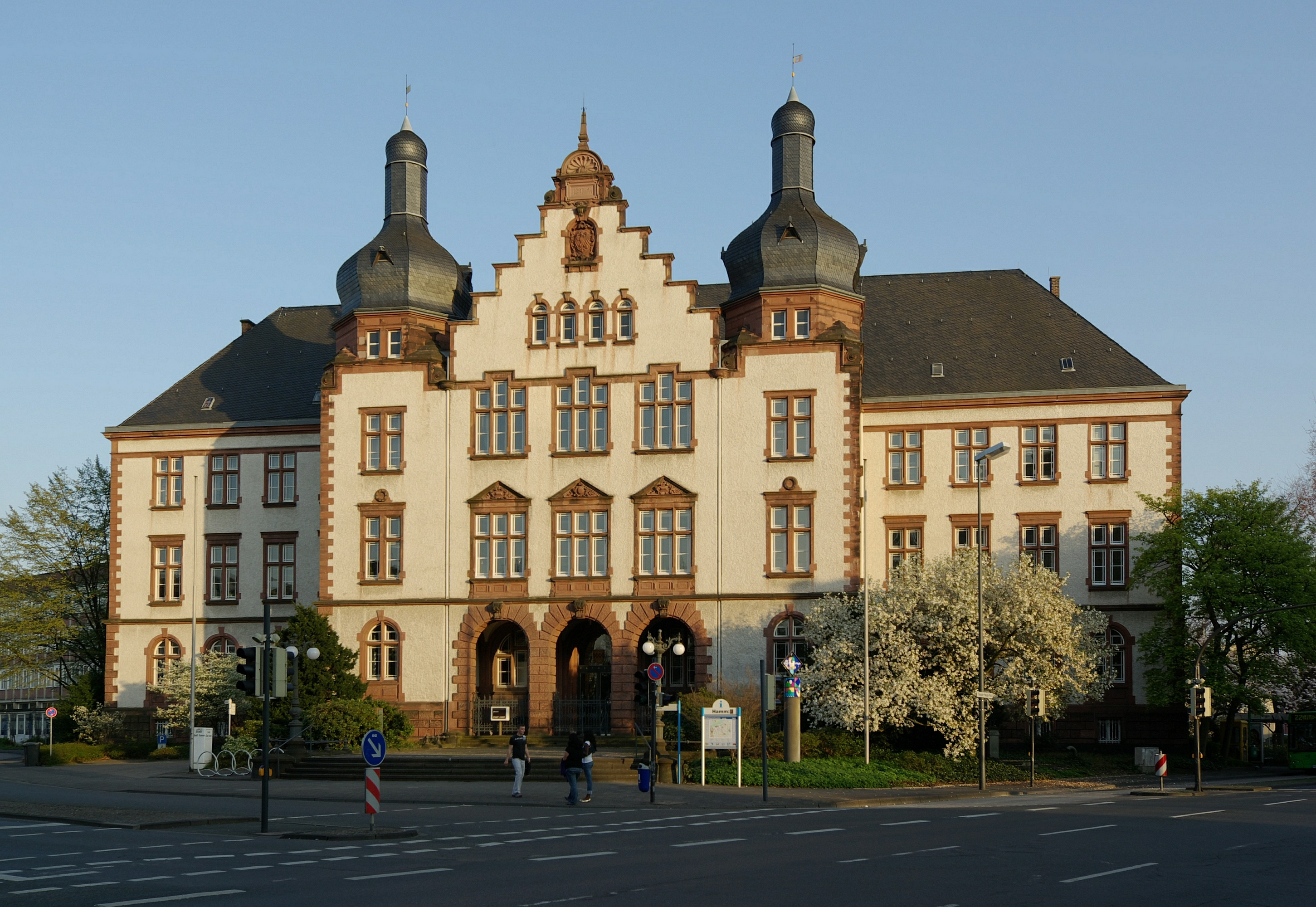
Rathaus der Stadt Hamm.

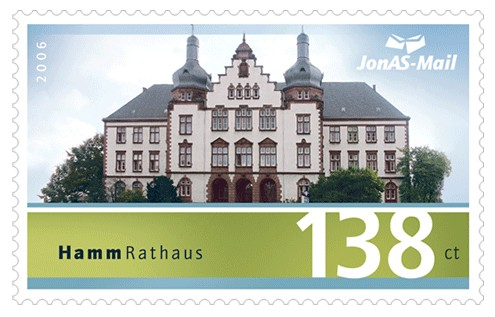
Rathaus der Stadt Hamm auf einer Briefmarke der Firma JonAS-Mail.

## Geschichte

### Oberlandesgericht Hamm
Erste Unterkunft des Oberlandesgerichts in Hamm war das alte Haus der Märkischen Kriegs- und Domänenkammer für die Grafschaft Mark, als deren Hauptstadt Hamm seit 1226 fungiert hatte. Das Gebäude, das ehemalige Stadthaus der Freiherren von Plettenberg zu Heeren (sog. Heeren'sches Haus), befand sich auf der Nordseite des Marktplatzes. Es konnte jedoch erst nach notdürftiger Instandsetzung für 1344 Taler, 11 Groschen und 6 Pfennige 1820 bezogen werden.
Schon bald reichte der Platz im Heeren’schen Haus nicht mehr aus, sodass unter Oberlandesgerichtspräsident Adalbert Falk zwischen 1890 und 1894 ein Neubau im Neorenaissancestil südlich der Hammer Altstadt und der Ahse errichtet wurde. Der Neubau gehört damit zu den ältesten staatlichen Gebäuden, die in der Hammer Südstadt errichtet wurden. Die Südstadt entwickelte sich in den folgenden vierzig Jahren zu einem geschlossenen administrativen Zentrum für die Stadt Hamm und die Region. Das alte Heeren'sche Haus wurde nach dem Auszug des Oberlandesgerichts Hamm von der Postverwaltung verwendet und ging später im Stadthauskomplex auf.
Das Oberlandesgericht nutzte den Neubau zwischen dem 4. Juli 1894 und dem 31. Dezember 1957. Anfangs befand sich hier auch das königliche Amtsgericht Hamm, das später in einen eigenen Bau nur wenige hundert Meter weiter westlich neben der Justizvollzugsanstalt Hamm zog. Im Rathauskeller befinden sich noch heute einige alte Zellen.
Im Zweiten Weltkrieg wurde das Gebäude erheblich beschädigt und anschließend wieder hergerichtet. In der Nachkriegszeit wurden seine Räumlichkeiten bedingt durch das Anwachsen der Bedeutung und Aufgaben des Oberlandesgerichts bald zu eng für die steigende Zahl an Senaten. Gab es zunächst nur einen Strafsenat und fünf Zivilsenate, stieg ihre Zahl bis 1958 auf fünf Straf- und achtzehn Zivilsenate, und auch die Generalstaatsanwaltschaft mit fünfzehn Beamten des höheren Dienstes unter Generalstaatsanwalt Richard Ahmann musste untergebracht werden. Dies machte einen Umzug des Oberlandesgerichts unumgänglich.
Am 1. Januar 1958 zog das Oberlandesgericht in einen Neubau an der Heßlerstraße um. Der repräsentative Altbau wurde in der Folge von der Stadt Hamm übernommen, die ihn bis heute als ihr Rathaus nutzt.

### Rathaus Hamm

#### Historisches Rathaus und Stadthaus

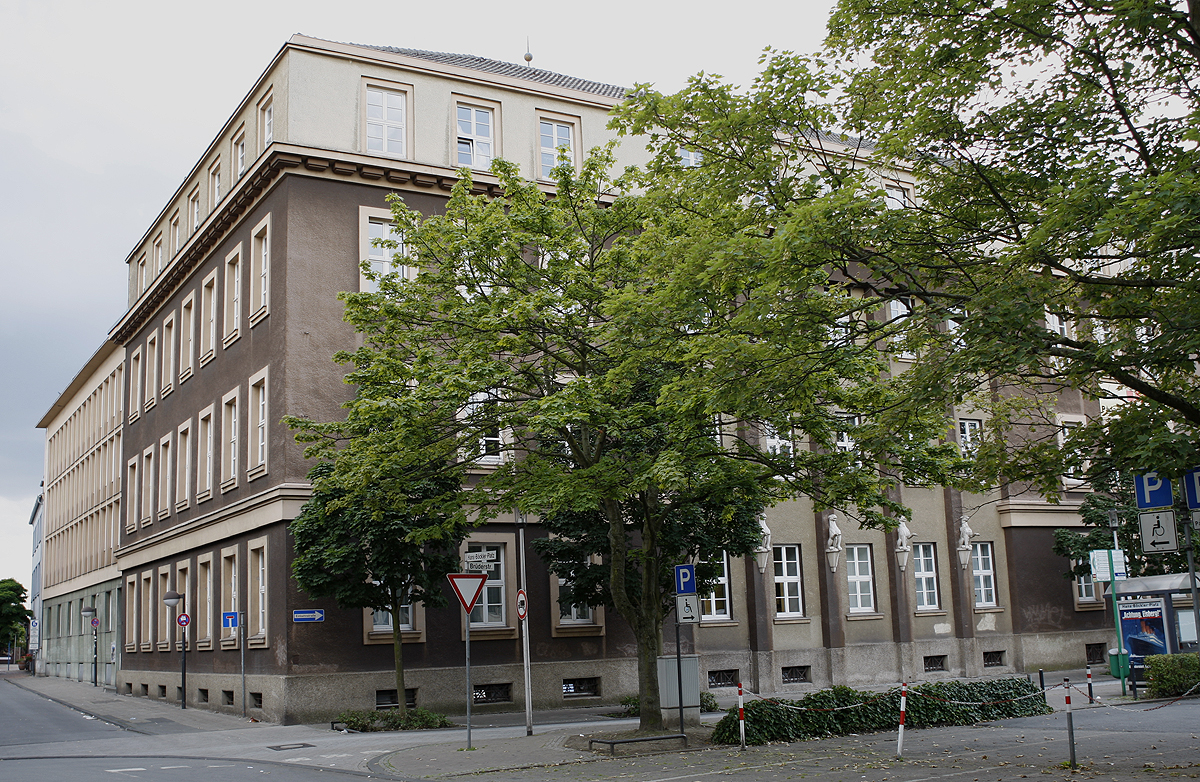
Stadthaus Hamm im Jahre 2008.

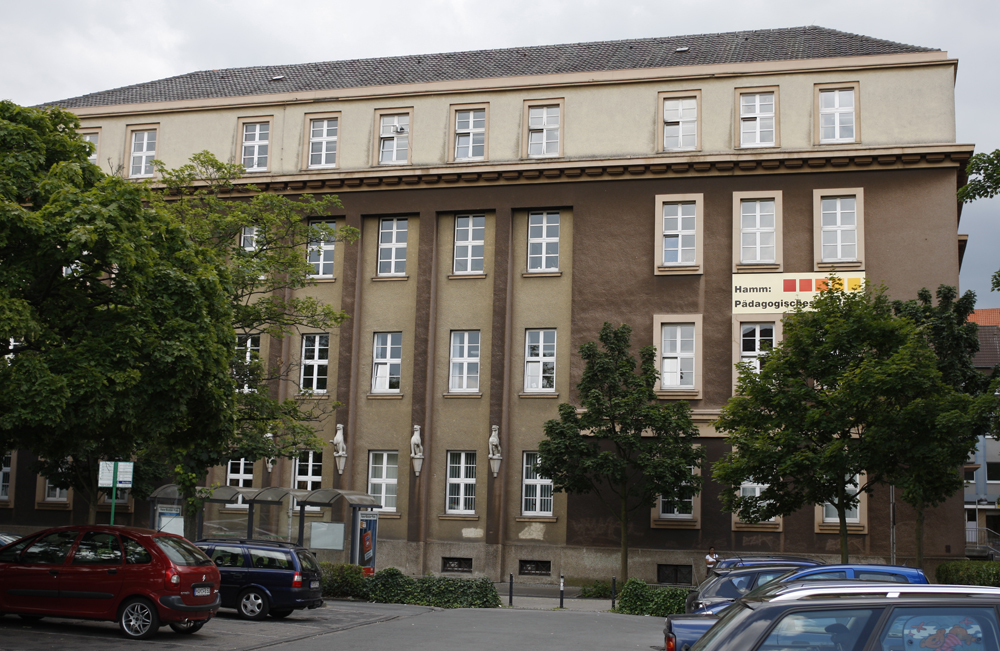
Stadthaus Hamm im Jahre 2008.

Das historische Rathaus der Stadt Hamm stand am Marktplatz 3 gegenüber der Pauluskirche, wo sich heute die Stadtsparkasse befindet. Es wurde im 15. Jahrhundert errichtet. 1760 fertigte der Geschichtsschreiber Johann Dietrich von Steinen eine Baubeschreibung an und berichtete in diesem Rahmen unter anderem von Arkaden und einem Stufengiebel. Durch den Stadtbrand von 1741 waren Obergeschoss und Giebel in Mitleidenschaft gezogen worden und mussten anschließend im barocken Stil wieder aufgebaut werden.
Mitte des 19. Jahrhunderts wurde das alte Rathaus zu klein. Deshalb mietete die Stadt das obere Stockwerk des Gebäudes der Klubgesellschaft am Marktplatz 5. Schließlich erwarb die Stadt das Grundstück Südstraße 2 und errichtete dort ein neues Rathaus, das am 12. September 1885 bezogen wurde. Das Eckgebäude zur Martin-Luther-Straße war ein klassizistischer Bau.
Zum Ensemble von altem und neuem Rathaus gehörte auch der „Stadtkeller“ in der Martin-Luther-Straße 2 neben dem alten Rathaus, der ursprünglich eine Gaststätte war, dann aber nach dem Erwerb von 1885 auch für die Stadthauptkasse genutzt wurde.
In dieser Zeit war das Bauamt im früheren Lazarett an der Ecke Sternstraße/Südenwall untergebracht. Nach dem Bau der neuen Post am Bahnhof wurden die Häuser Marktplatz 10 und 11 an der Nordseite des Marktplatzes frei (darunter das einstmals vom Oberlandesgericht genutzte Heeren'sche Haus). Die Stadt kaufte im Jahre 1922 beide, baute das ehemalige Postgebäude viergeschossig aus und ergänzte es in weiteren Bauabschnitten um Verbindungstrakte an der Kirch- und an der Schulstraße. Auf diese Weise entstand das „Stadthaus“. Im Mai 1927 wurden die ersten Dienststellen dorthin verlegt; am ersten April 1928 konnte der Umbau abgeschlossen werden.
Beim Bombenangriff vom 5. Dezember 1944 wurden das alte Rathaus, das neue Rathaus und das Stadthaus zerstört. Beim Stadthaus wurde vor allem die Marktfront in Mitleidenschaft gezogen und nach dem Krieg durch private Initiative wieder aufgebaut. Es dient noch heute Verwaltungszwecken und beherbergt Stadthaus-Galerie und Pädagogisches Zentrum.

#### Heutiges Gebäude
Nach 1945 wurde die Stadtverwaltung in der ehemaligen Infanterie- und späteren Paracelsus-Kaserne eingerichtet. Für die Räume musste Miete an die Bundesvermögensverwaltung gezahlt werden.
Schließlich erwarb die Stadt Hamm das ehemalige Gerichtsgebäude des Oberlandesgerichts Hamm für einen Kaufpreis von 750.000 DM und investierte etwa eine weitere Million DM in den Umbau. Dieser begann im Februar 1959. Bauamtsmitarbeiter Erwin Noack übernahm die Bauleitung und ließ Türen ausbrechen, Wände versetzen, Elektroinstallation, Heizung und sanitäre Anlagen erneuern und einen Fahrstuhl einbauen. Auf den Türmen des Hauses brachte man Wetterfahnen mit dem Hammer Wappen an. Insgesamt waren 58 Firmen an den Arbeiten beteiligt und zeitweise mehr als 230 Handwerker gleichzeitig im Haus tätig. Die bis zu 1,45 Meter dicken Wände stellten die Bauexperten vor eine schwierige Aufgabe, doch gelang es ihnen, die 110 Räume in drei Stockwerken funktionsgerecht herzustellen. Meinungsverschiedenheiten kamen zunächst über den Ratskeller auf, den manche gerne als Restaurant gesehen hätten. Am Ende einigte man sich aber auf eine Kantine.
Karl-Heinz Forstmann und der spätere Leitende Städtische Verwaltungsdirektor Werner Meierkord organisierten den Umzug vom Stadthof zum Theodor-Heuss-Platz. Statt der veranschlagten acht Tage bewerkstelligten sie das Unternehmen in drei Tagen. Auf diese Weise sparte die Stadt seit dem 1. Dezember 3500 DM Miete. Schon beim Einzug erwies sich das Gebäude als zu klein. Die Finanzverwaltung verblieb zunächst im Stadthof. Für den Fuhrpark wurde ein Platz am Berger Weg ins Auge gefasst. Planungen für einen Anbau am Rathaus waren bereits begonnen worden.
Der 5. Dezember 1959 wurde vom Westfälischen Anzeiger zum „hohen kommunalen Feiertag“ erklärt. An diesem Tag wurde das ehemalige Oberlandesgericht als Hammer Rathaus eingeweiht. Der Oberbürgermeister Werner Figgen erhielt eine goldene Amtskette. Der ehemalige Oberbürgermeister Ferdinand Poggel und Stadtdirektor a. D. Peter Röttgen wurden zu Ehrenbürgern der Stadt Hamm erhoben. Den Ratsmitgliedern Franz Funnekötter, Heinrich Holsträter, Otto Rother und Else Wagner wurde der Wappenteller der Stadt Hamm verliehen, weil sie dem Rat mehr als zehn Jahre angehörten. Auch der Buchhändler Paul Westhoff erhielt den Wappenteller der Stadt Hamm.
Die Einweihung des Rathauses erfolgte damit genau an dem Tag, an dem fünfzehn Jahre zuvor das Stadthaus am Markt im Bombenhagel weitestgehend zerstört worden war. Der Festakt wurde durch ein Streichquartett der Städtischen Musikschule Hamm eingestimmt. Oberbürgermeister Werner Figgen versprach den zahlreichen Gästen in der Festansprache, die Stadt werde sich bemühen, den Geist der Redlichkeit zu wahren, der zu OLG-Zeiten Merkmal dieses Hauses gewesen sei. Oberstadtdirektor Hans Tigges bekräftigte seine Freude, dass Rat und Verwaltung endlich eine Heimstatt gefunden hätten; es sei den Baumeistern des ehemaligen Oberlandesgerichts zu danken, dass das neue Rathaus keine Funktionsmaschine, Aktenfabrik oder Beamtensauna werden könne. Die Stadtverwaltung habe jetzt die Aufgabe, den Bau mit dem demokratischen Gemeingeist zu füllen. Im Anschluss an die Festreden wurde dem Oberbürgermeister durch den Alterspräsidenten Gerhard Krampe MdL die aus Anlass der Rathauseröffnung gefertigte goldene Amtskette als Repräsentationssymbol verliehen. Krampe bekräftigte dabei seinen Wunsch, der Träger möge sich niemals vom Glanz des Goldes blenden lassen. Die Kette war von den Stadtwerken gestiftet und bei einem Juwelier in Essen gefertigt worden. Abgeholt hatten sie der spätere Städtische Verwaltungsdirektor Karl Heinz Forsmann und Berufsschuldirektor Josef Tippkötter. Letzter hatte auch die Verleihungsurkunde gestaltet. Dort hieß es unter anderem: Die Glieder der Kette sind Sinnbild für die Menschen der Stadt, die in ihren vielfachen Bindungen als Einheiten leben. Dreißig Jahre später wurde die Kette gestohlen, als Oberbürgermeisterin Sabine Zech Hamms Partnerstadt Kalisz in Polen besuchte. Während der Rathaus-Übergabe überreichte die Hammer gemeinnützige Baugesellschaft ein überdimensionales Zechen-Ölgemälde, das später den Hauptausschuss-Saal zierte. Beim anschließenden Empfang im Kurhaus erinnerte Oberlandesgerichtspräsident Joseph Wiefels daran, dass sich das Oberlandesgericht Hamm einst von einem kleinen zum größten deutschen Oberlandesgericht entwickelt habe. Der Stadt Hamm wünschte er ein ähnliches Wachstum.
Bei der ersten Ratssitzung am 16. Dezember trat das Vorlage-System in Kraft, außerdem die Vorschrift, dass Wortmeldungen nur vom Rednerpult aus erfolgen durften. Der Verlauf der Sitzung wurde über Lautsprecher auf den Flur übertragen. Für Protokollführer Werner Meierkord war ein Schaltpult mit Hebel und Knöpfen für Leinwand, Gardinen und andere Einrichtungen installiert worden. Der Sitzungssaal wurde mit einem großen Wandbild des Künstlers Gustav Deppe dekoriert, das laut Museumsdirektor Herbert Zink typische und bedeutende Bauwerke Hamms, dargestellt in greifbarer Seinswirklichkeit zeigt, die zu einer neuen künstlerischen Einheit zusammengefasst worden seien. Es sei nicht darum gegangen, ein getreues Abbild der Stadt zu schaffen, sondern ihr Sinnbild.
1961/1962 wurde am Caldenhofer Weg ein viergeschossiger Rathausanbau errichtet, der die Platzprobleme der Verwaltung lösen sollte. Am 16. Juli 1962 konnte der Anbau nach einjähriger Bauzeit bezogen worden. „Mit dem Umzug in diesen neuen Trakt befindet sich die gesamte Hammer Stadtverwaltung wieder unter einem Dach“ hieß es im Westfälischen Anzeiger vom 18. Juli 1962. Bis dahin waren eine Reihe von Abteilungen und Ämtern noch in den Gebäuden der Paracelsus-Kaserne an der Marker Allee untergebracht. Stadtkämmerei, Steueramt und Rechnungsprüfungsamt konnten aus dem Stadthof in die 58 neuen Räume umsiedeln, in denen auch Einwohnermeldeamt, Adrema, Schulamt, Rechtsamt und der Personalrat ihren Platz fanden. Im Rathaus selbst wurden Beratungszimmer für die Fraktionen eingerichtet.
Ab 2010 wurde der Anbau dann saniert, beginnend mit der Erneuerung des Aufzugs. Zur Reduzierung des Energieeinsatzes sollen die Außenfassade gedämmt und zugleich die Fenster ausgetauscht werden. Die Arbeiten sollen im Juni 2011 beginnen. In Analogie zum roten Sandstein der historischen Rathausfassade werden dabei rot eingefärbte Betonfertigelemente verwendet. Dadurch sollen Struktur und Entstehungszeit des Gebäudes sichtbar gehalten werden. Nach der Baubeschreibung soll das Erdgeschoss des Verwaltungsgebäudes „als Sockel ausgebildet werden, der sich in seiner Funktion als Bürgerbüro zum Caldenhofer Weg aus dem Baukörper herausschiebt“. Nach Süden hin werden individuell erneuerbare, lichtlenkende Lamellen als Sonnenschutz installiert.
In den 1990er Jahren wurde im Rathaus am Theodor-Heuss-Platz das erste Bürgeramt der Stadt Hamm eingerichtet. Es folgten Bürgerämter in den sieben Hammer Stadtbezirken. Die Bürgerämter sind seither die zentrale Anlaufstelle für alle städtischen Angelegenheiten der Hammer  Bürger. Sie verzeichnen dabei eine jährliche Gesamtbesucherzahl von rund 220.000. Das Rathaus ist außerdem der Sitz des Standesamtes. Es gibt dabei auch ein Trauzimmer, in dem Eheschließungen durchgeführt werden. Dieses ist zum Jahreswechsel 2006/2007 neu gestaltet worden.
Trotz des Anbaus reicht der Platz im Rathaus nicht aus, um den Raumbedarf der Politik und der Verwaltung zu decken. Deshalb wurden zahlreiche Behördenteile außerhalb des Rathauses untergebracht und erst 2004 im neuen Technischen Rathaus zusammengefasst. Auch die Sitzungen des Stadtrates finden in der Regel nicht im Rathaus, sondern im Theatersaal des Kurhauses statt.